# Beefeater Gin
Beefeater Gin é uma marca muito famosa de gin produzido no Reino Unido. Atualmente pertence e é distribuído pela Pernod Ricard.